# Edinburgh Fringe
Il Fringe Festival di Edimburgo è il festival delle arti più grande al mondo, nel 2012 l'evento è durato per 25 giorni per un totale di oltre 2.695 esibizioni eseguite da singoli o gruppi provenienti da 47 paesi e realizzate in 279 sedi diverse.
Costituito nel 1947 come un'alternativa al Festival internazionale di Edimburgo, si svolge ogni anno nella capitale della Scozia, nel mese di agosto.

## Contenuti
Il Fringe è una vetrina per le arti dello spettacolo, in particolare teatro e commedia (che hanno visto una notevole crescita negli ultimi anni), anche se la danza e la musica sono comunque rappresentate. Nel 2012, il 36% degli spettacoli furono commedie e il 28% produzioni teatrali. Produzioni teatrali che variano dai classici dell'antica Grecia a William Shakespeare, Samuel Beckett ed altre opere contemporanee. 
Il Fringe nel 2011 ha venduto 1.877.119 biglietti per 41.689 esibizioni di 2.542 spettacoli, in 258 sedi e per oltre 25 giorni, per una media di oltre 75.000 ingressi e 1.360 esibizioni al giorno. Ci sono stati circa 21.192 artisti, provenienti da 60 paesi partecipanti. Vi furono 607 spettacoli gratuiti.
Nel 2012, 1.418 spettacoli ebbero la loro prima mondiale.
Il Fringe è un festival senza giuria, senza alcuna commissione di selezione, e quindi qualsiasi tipo di artista vi può partecipare. Il Fringe ha spesso presentato opere sperimentali che potrebbero non essere ammesse ad un festival delle arti più conservatore. Oltre agli eventi programmati, il Festival comprende una fiera di strada, che avviene principalmente sul High Street, l'antica via centrale di Edimburgo. 

## Organizzazione
Il Festival è organizzato dal Festival Fringe Society, che pubblica i programmi, vende i biglietti, e offre consigli agli artisti. I loro uffici si trovano sul Royal Mile.
Il Consiglio di amministrazione è composto dai membri del Festival Fringe Society, che sono spesso dei partecipanti, artisti o amministratori. Le elezioni si tengono una volta all'anno, nel mese di agosto, e i membri del Consiglio rimangono in carica fino a tre anni.
Il Consiglio nomina il CEO (precedentemente noto come l'amministratore o il direttore del Fringe) e opera sotto la presidenza di un personaggio pubblico ben noto. Il primo presidente fu Lord Grant, un giudice dell'Alta corte, che ha ceduto il suo posto nel 1970 all'attore Andrew Cruikshank. Al posto di quest'ultimo subentrò nel 1983 Dott. Jonathan Miller, e poi da Elizabeth Smith, Baronessa (vedova dell'ex leader laburista John Smith).
Il primo direttore del Fringe a tempo pieno è stato l'ex insegnante, John Milligan, che ha abbandonato nel 1976 per condurre il Festival Craigmillar. Il suo successore fu lo scrittore e storico Alistair Moffat, che ha lasciato nel 1981 per diventare Responsabile delle Arti della Scottish Television. Egli fu sostituito da Michael Dale, che se ne andò nel 1986 per diventare il responsabile degli Eventi per il Glasgow Garden Festival. Gli successe il suo vice, Mhairi Mackenzie-Robinson, che ha lasciato nel 1993 per intraprendere una carriera nel mondo degli affari. Hilary Strong mantenne la sua posizione fino al 1999, quando divenne direttrice del Teatro di Greenwich. Le è successo Paul Gudgin (2000-2007), Jon Morgan (2007-2008), e Kath Mainland, l'attuale CEO.

## Storia

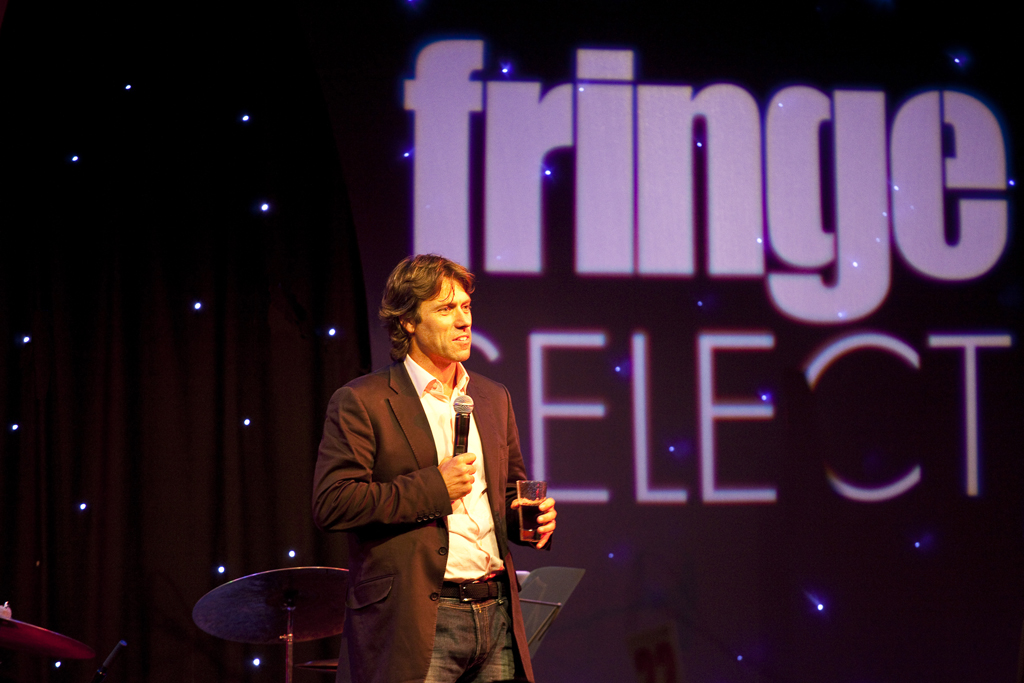
John Bishop in scena al Festival Fringe.

### I primi anni
Il Fringe è nato quando otto compagnie teatrali scartate dalla prima edizione del Festival Internazionale di Edimburgo nel 1947 decisero di avviare un'attività indipendente rappresentando una versione alternativa della moralità medievale in "Everyman" nella Cattedrale di Dunfermline, a circa 20 miglia a nord, oltre il fiume Forth, nel Fife.
Questi gruppi miravano a sfruttare le grandi folle riunite nei teatri per mostrare il proprio teatro alternativo. Il nome Fringe è nato l'anno seguente (1948), dopo che Robert Kemp, un drammaturgo e giornalista scozzese, ha scritto durante il secondo Festival Internazionale di Edimburgo: 'Ai margini [n.d.t. “fringe”] del festival ufficiale, sembra che ci siano molte più iniziative rispetto al passato... Temo che alcuni di noi non staranno a casa queste sere! ".
Il Fringe non ha avuto alcuna organizzazione ufficiale fino al 1951, quando gli studenti dell'Università di Edimburgo hanno istituito un centro di assistenza in una sede dell'organizzazione religiosa giovanile YMCA, dove cibo a buon mercato e un letto per la notte furono messi a disposizione dei gruppi partecipanti. Prima del 1955 fu fatto un tentativo per fornire un servizio centralizzato di prenotazione.
L'organizzazione formale progredì nel 1959, con la formazione del Festival Fringe Society. Fu redatta un atto costitutivo in cui la politica di non controllare o censurare gli spettacoli fu definita; la Fringe Society produsse la prima guida agli spettacoli del Fringe. Diciannove compagnie teatrali parteciparono al Fringe in quell'anno.
I requisiti artistici del Fringe sono stati stabiliti dai fondatori del Traverse Theatre, John Calder, Jim Haynes e Richard Demarco nel 1963.
Mentre il loro obiettivo iniziale era quello di mantenere l'atmosfera del Festival a Edimburgo per tutto l'anno, il Traverse Theatre presentò degli spettacoli innovativi agli spettatori sia al Festival Internazionale di Edimburgo che al Fringe, nel mese di agosto.
I problemi cominciarono a sorgere quando il Fringe diventò troppo grande per essere gestito da studenti e volontari. Alla fine nel 1969 la Fringe Society diventò si costituì in società, e nel 1970 assunse il suo primo amministratore, John Milligan, che lasciò l'incarico nel 1976.
Tra il 1976 e il 1981, sotto la direzione di Alistair Moffat, il numero di imprese che partecipavano salirono da 182 a 494, il Fringe divenne il più grande festival delle arti del mondo. In quel momento, il Fringe era gestito da due sole persone a tempo pieno. Nel 1988 la Società si trasferì da 170 High Street alla sua sede attuale sul Royal Mile. Ecletticità dominò negli anni '90 con spettacoli come The Jim Rose Circus e Tokyo Shock Boys.

### Il Fringe oggi

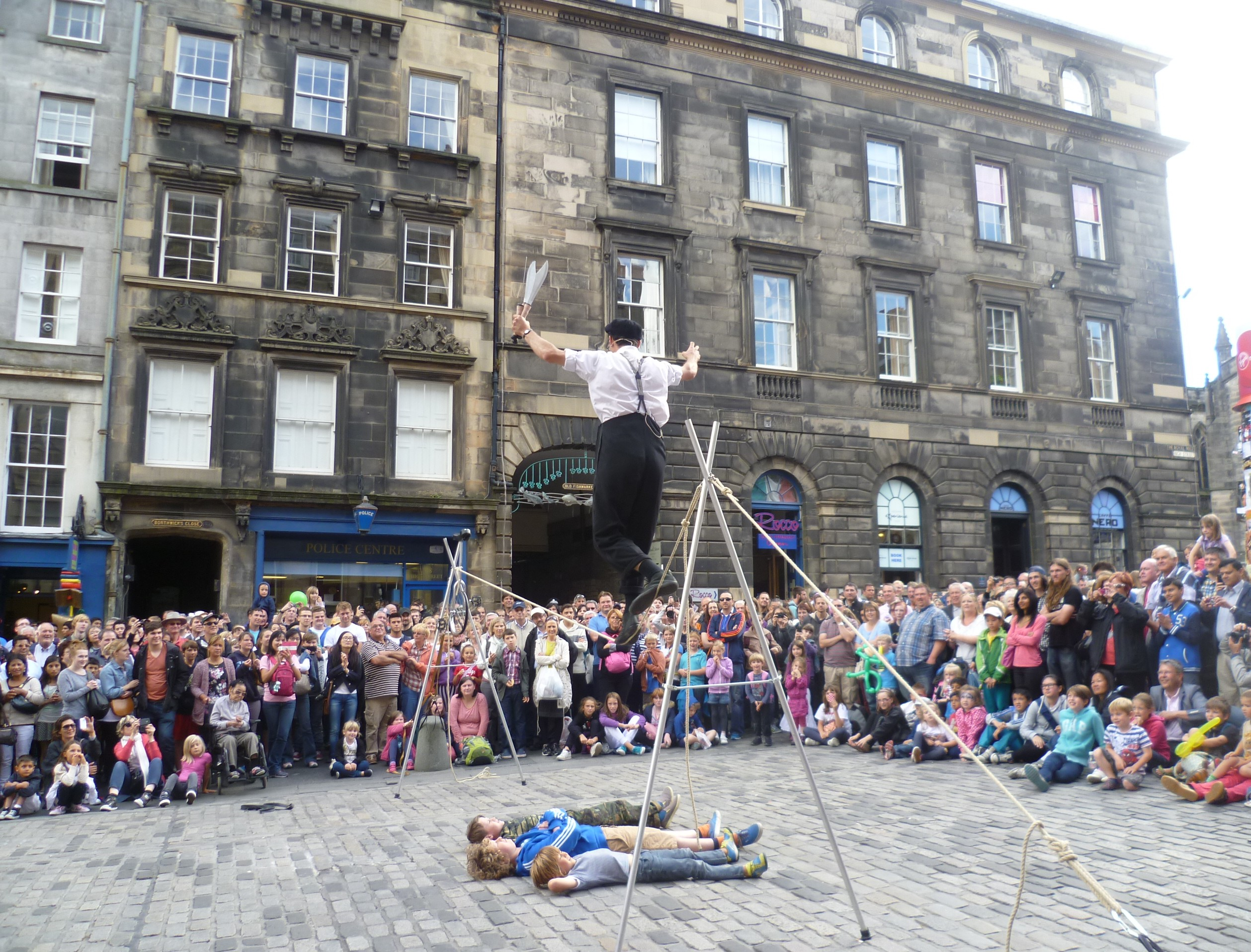
Un artista di strada in High Street nel 2013

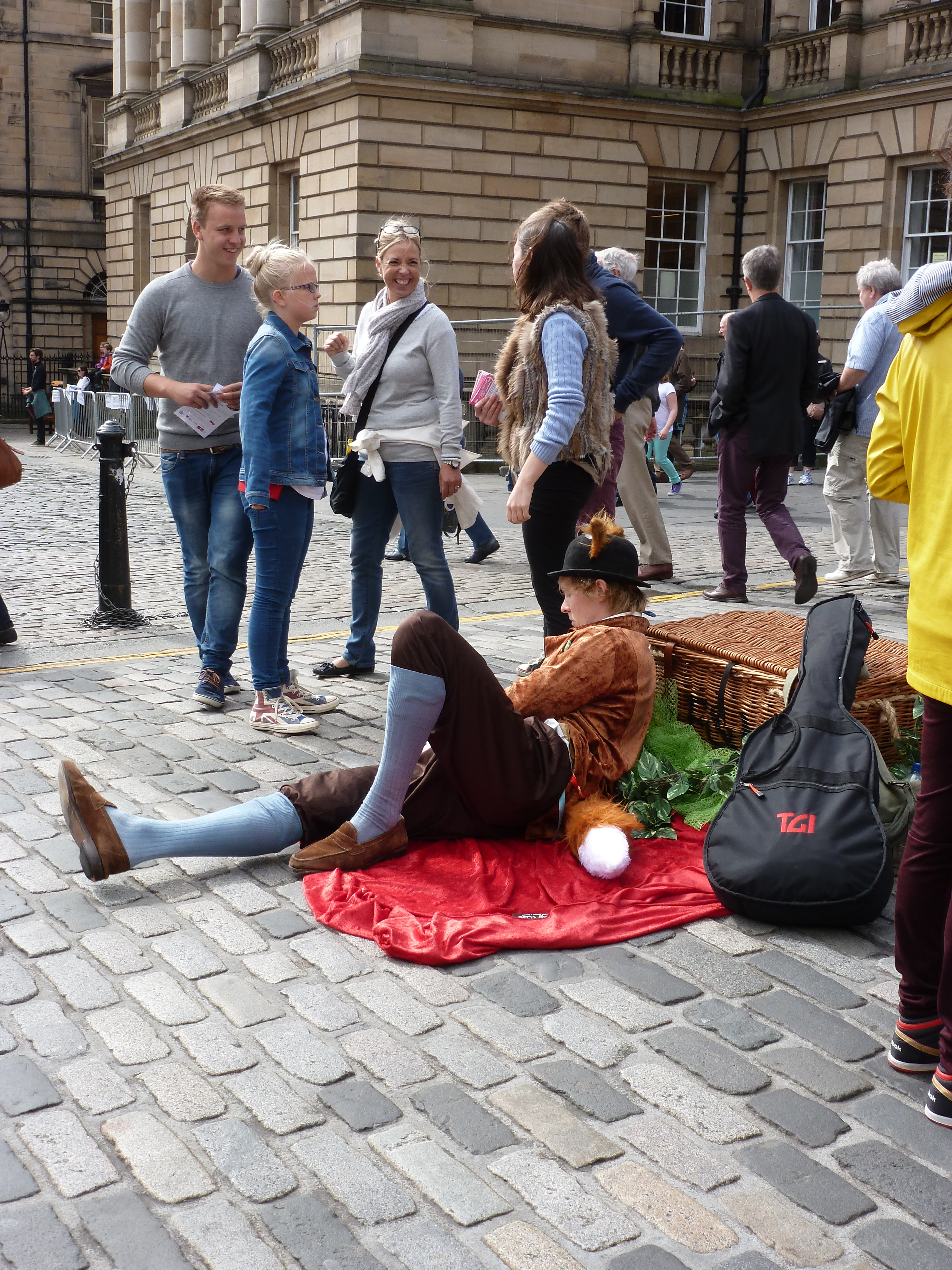
Un artista di strada che pubblicizza uno show in High Street, 2013

Le statistiche per il 2011 del Fringe Festival mostrano che fu il più grande festival mai registrato: ci sono state oltre 40.000 esibizioni di oltre 2.500 spettacoli diversi in 258 sedi, il ricavo della vendita dei biglietti fu pari a circa 1,8 milioni di euro. Ora il personale ammonta a 12 unità a tempo pieno. Delle forme d'arte, il teatro era stato il genere più rappresentato in termini di numero di spettacoli fino al 2008, quando fu superato dalla commedia, che è stata la principale area di crescita negli ultimi 20 anni. Gli altri generi sono, in ordine decrescente di numero di spettacoli: musica, danza e teatro fisico, musical e opera, e spettacoli per bambini, oltre a eventi vari e mostre.
È possibile avere un assaggio degli spettacoli prima di assistere ad una esibizione completa. Per molti anni, il Fringe Club (in High Street dal 1971 e al Teviot Row Student Union dal 1981), fu uno spettacolo in vetrina notturna a prezzo ridotto che consentiva al pubblico di avere un assaggio degli spettacoli. Il Fringe Club chiuse nel 2004, ma diversi luoghi ancora forniscono "Best of the Fest" e simili. La migliore opportunità fu offerta dal "Fringe Sunday", iniziata nel 1981 nella High Street si trasferì, grazie alla popolarità, in Holyrood Park nel 1983. Il "Fringe Sunday" si teneva la seconda domenica del Fringe in cui gli artisti si esibivano gratuitamente.
Essendo troppo grandi anche per Holyrood Park, questi spettacoli-vetrina si spostarono sui Meadows fino al 2008. Successivamente si sono tenuti, per l'intera durata del Fringe, nella zona pedonale di High Street attorno alle Cattedrale di St Giles. L'Ufficio del Fringe diventa così il punto focale per le compagnie teatrali per distribuire volantini, eseguire scene dei loro spettacoli, e tentare di vendere i biglietti. Molti spettacoli offrono la formula "2x1” (2 persone con 1 biglietto) nel week-end d'apertura del Festival.

## Luoghi e sedi

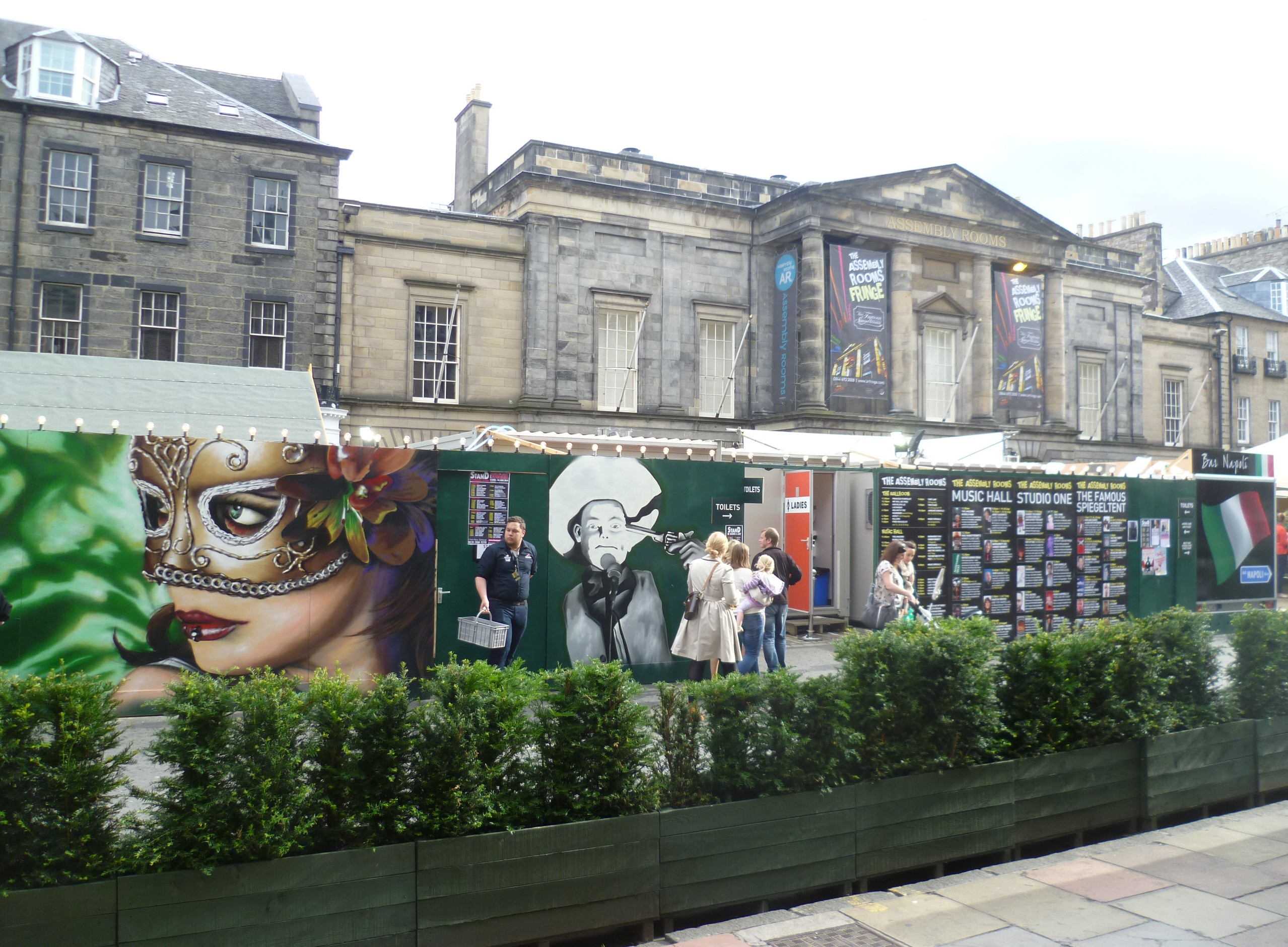
Aule dell'Assemblea e biglietteria, 2013

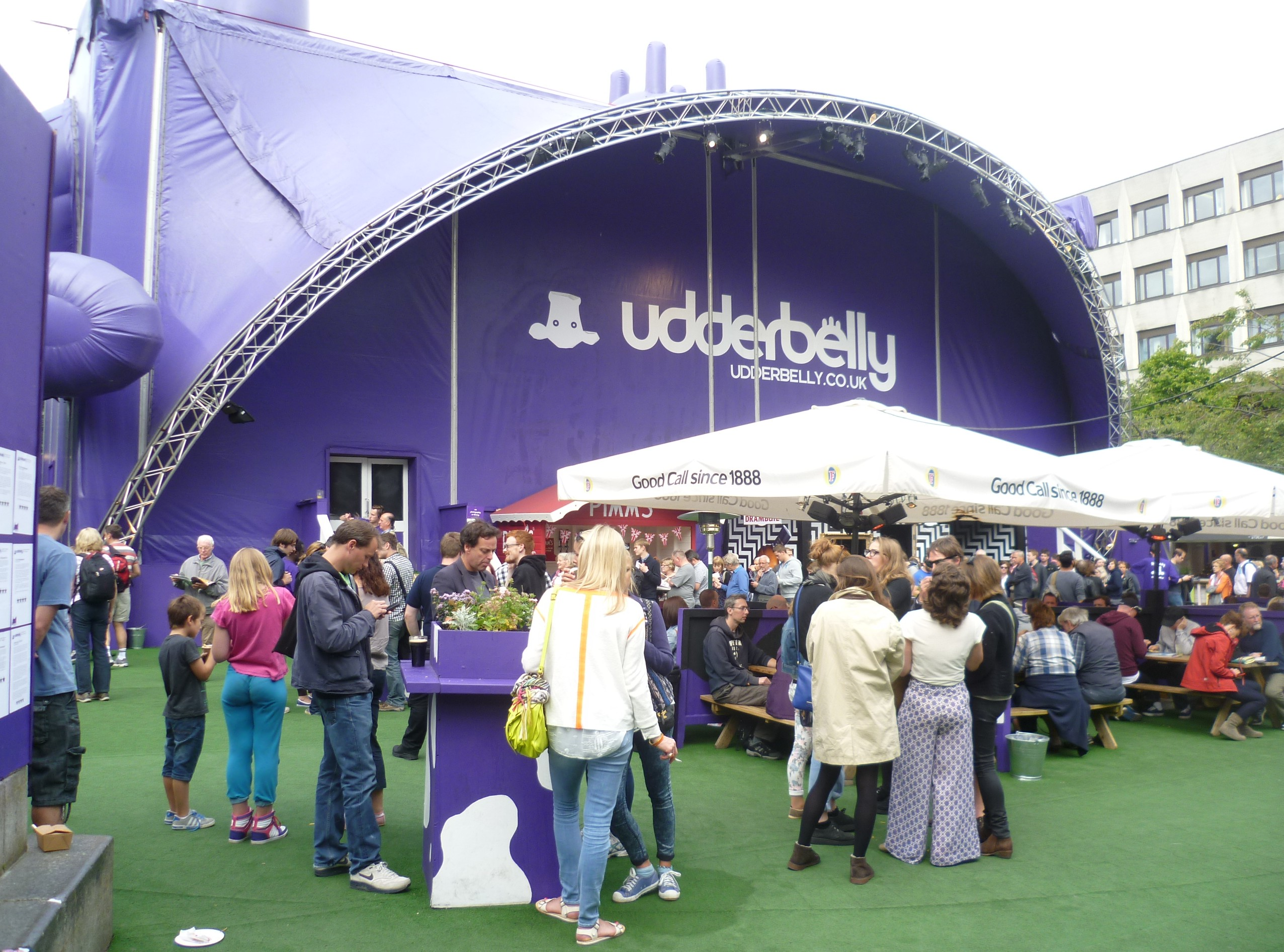
L'Udderbelly, 2013

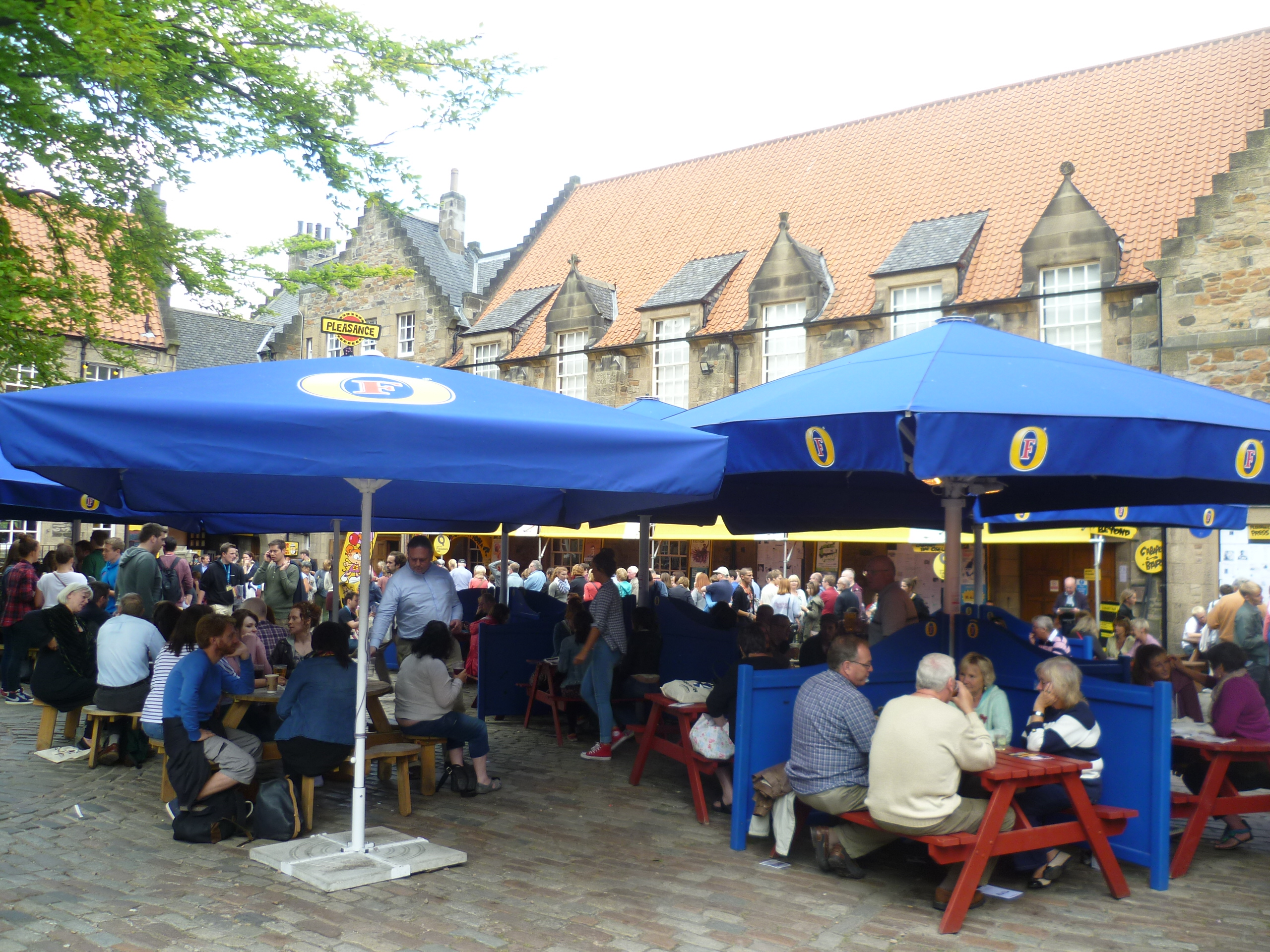
I Giardini Pleasance, 2013

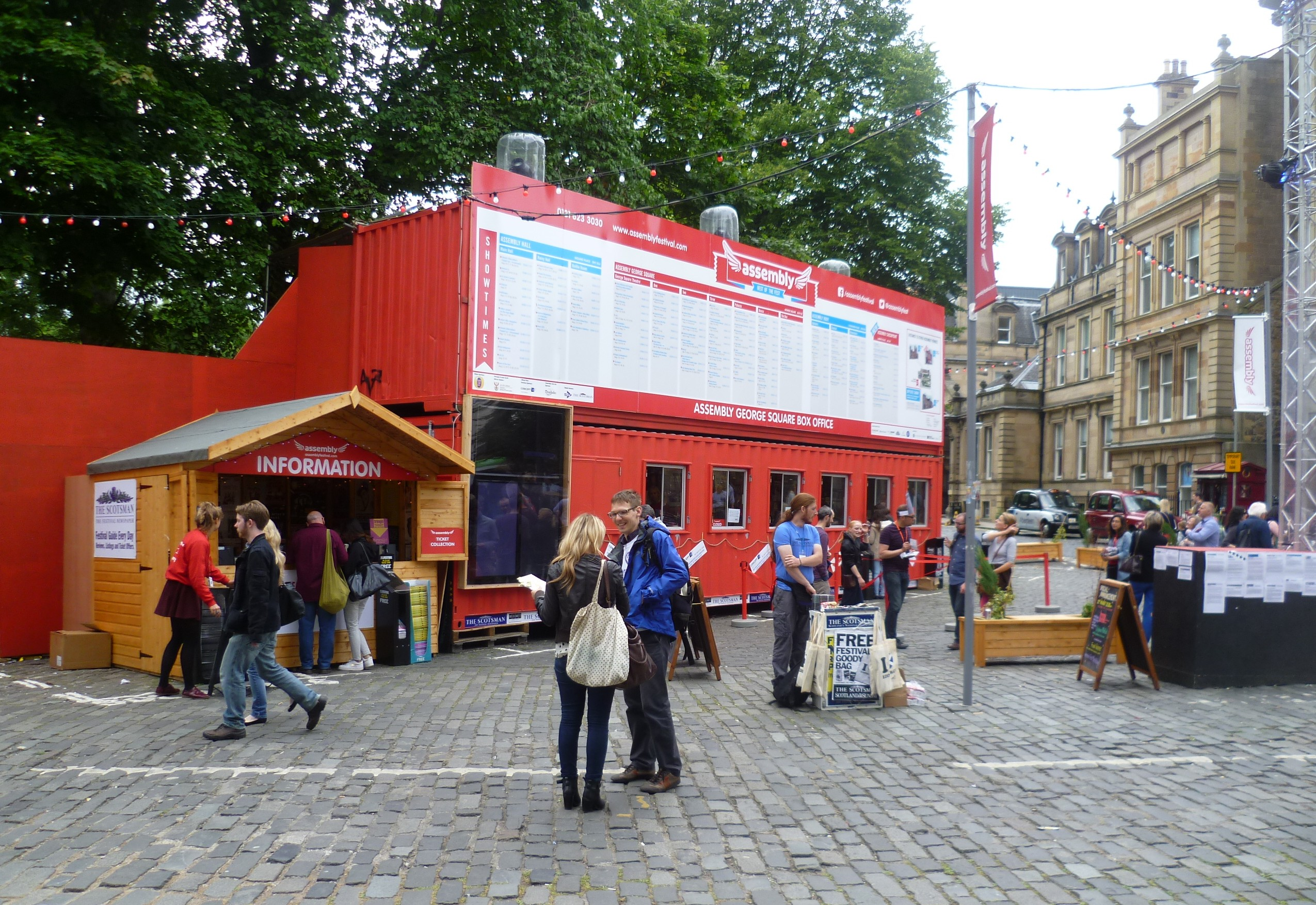
Biglietteria per l'Assemblea nella sede di George Square, 2013

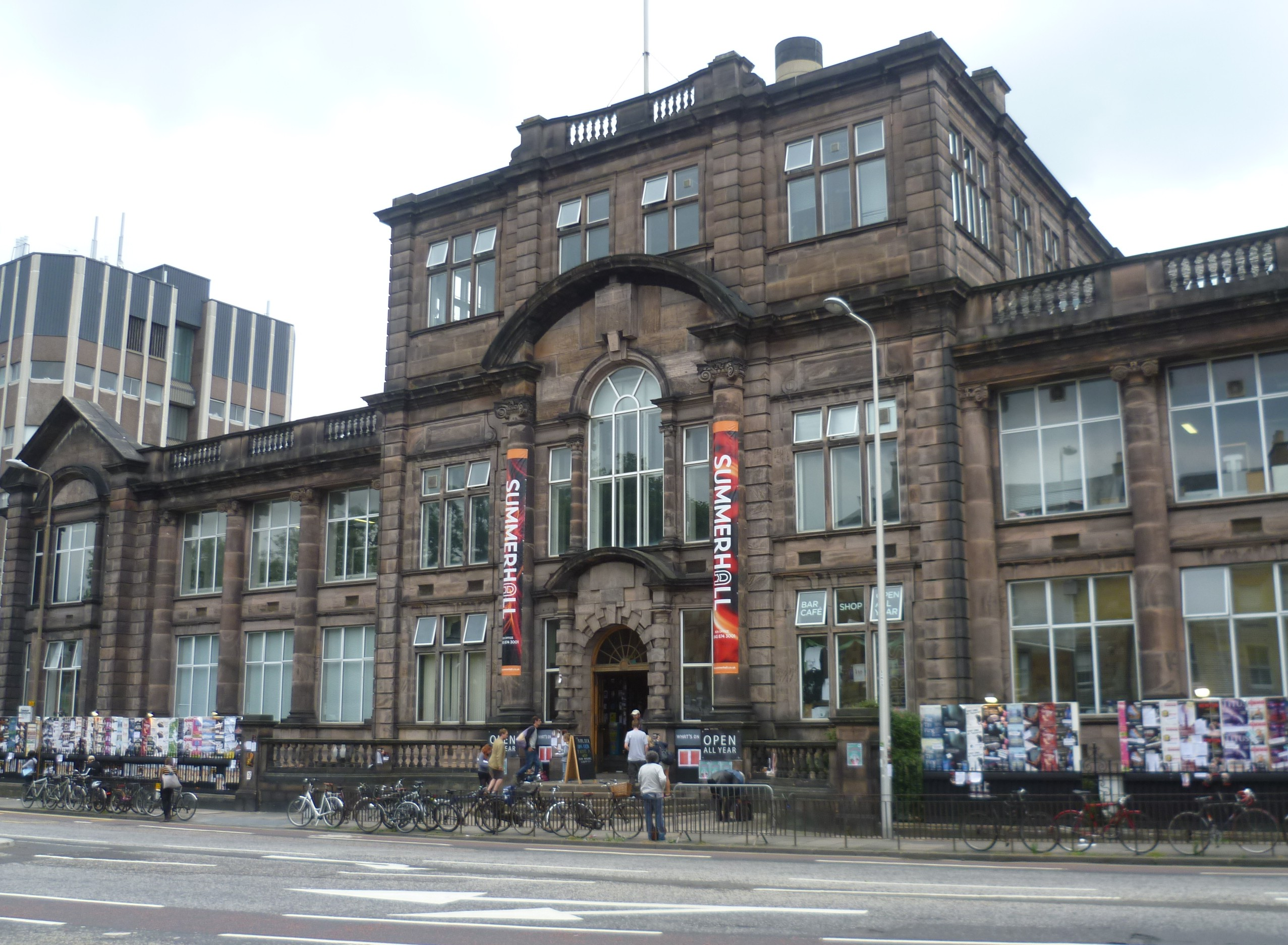
Sala centrale delle arti, 2013

Secondo la Fringe Society c'erano 258 diverse sedi di spettacoli nel 2011, anche se oltre 80 di questi ospitavano eventi e mostre non facenti parte dei principali generi d'arte e spettacolo per i quali il Fringe è conosciuto.
Nel corso dei primi 20 anni ogni gruppo si poteva eseguire nel suo spazio scenico. Tuttavia, dal 1970 circa il concetto di condivisione delle sedi diventa popolare, principalmente come mezzo per ridurre i costi. Divenne presto possibile ospitare fino a 6 o 7 diversi spettacoli al giorno in una sala. L'ovvio passo successivo è stato quello di partizionare una sede in due o più spazi per esibirsi, la maggior parte delle sedi di oggi rientra in questa categoria. Dai primi anni ‘80 è stato fatto un ulteriore passo avanti con l'arrivo del "super-teatro", un luogo che contiene più spazi per esibizioni contemporanee.
Le Assembly Rooms iniziano la serie nel 1981, prendendo l'edificio georgiano vuoto che un tempo aveva ospitato il Festival Club International. L'anno successivo “The Circuit” è stato protagonista, si trattava di un "villaggio di tende", che era situato su un appezzamento libero, popolarmente conosciuto come "The Hole in The Ground", un tempo sede di una chiesa (Poole's Synod Hall) e convertito in un cinema; lì il complesso Saltire è stato costruito nei primi anni 1990. Il nuovo Traverse Theatre fu aperto qui nel 1993.
Le sale ora sono di ogni forma e dimensione, viene utilizzato ogni spazio immaginabile, dai teatri originali (ad es Traverse o BedlamTheatre), a teatri fatti su misura (ad es Music Hall nelle Assembly Rooms), castelli (C Venues), aule (“the SpaceUK”, Pleasance, George SquareTheatre and Sweet ECA), centri conferenze, sale universitarie e altri spazi, strutture provvisorie (The Famous Spiegeltent e “the Udderbelly”), chiese e sale parrocchiali (Paradise in Agustine's), scuole, bagni pubblici, la parte posteriore di un taxi, e anche nelle case del pubblico.
I gruppi che gestiscono le sedi sono anche molto diversi tra loro: alcuni sono commerciali e altri non-profits, alcuni operano tutto l'anno, mentre altri esistono solo per il Fringe. Molti sono londinesi.
Dal punto di vista degli artisti, la decisione su dove esibirsi è tipicamente basata su una miscela di costo, posizione (la vicinanza ad altre sedi è visto come un vantaggio) e la tipologia delle sedi, alcune delle quali sono specializzate in amatoriale, scuole o produzioni universitarie, altre sono semi o totalmente professionali.
La professionalità dei locali e delle organizzazioni è notevolmente aumentata. La chiesa di Lauriston Place, utilizzata dall'Università di Edimburgo Theatre Company come Bedlam Theatre, è stata gestita da Richard Crane e Faynia Williams dell'Università di Bradford nel 1975 per ospitare il "Satan's Ball". Questo è stato un importante punto di riferimento che ha ispirato altri artisti. Dal 1980, quando William Burdett-Coutts indisse la Assembly Theatre nella sala conferenze a George Street (l'ex EIF Festival Club), l'allestimento di scena, luci e suoni fece sì che le recite studentesche o amatoriali fossero lasciate alle spalle. Rimase qualche vecchio teatro con un budget ristretto,ma alcuni imprenditori alzarono la posta puntando su luoghi come Aurora (Chiesa di St. Stephen, Stockbridge) che avrebbero potuto competere con i più importanti festival al mondo. Nel 2009, the Space UK varò il proprio centro multi sala al Royal College of Surgeons. Nel 2011, aprì una sede permanente multifunzionale nella ex Royal Dick Veterinary School con il nome di Summerhall, contenente dieci spazi diversi per esibirsi.

## Ufficio vendite telematico
Un ufficio vendite telematico fu installato nei primi anni novanta permettendo che i biglietti potessero essere acquistati in diversi punti della città. Internet arrivò nel 2000 con l'introduzione del primo sito internet ufficiale che vendette oltre mezzo milione di biglietti online fino al 2005. In collaborazione con Metro venne proposto negli anni a venire un biglietto a metà prezzo per diverse esibizioni ogni giorno. Vennero venduti ben 45.000 di questi biglietti nel primo anno.
Alcune sale vendono autonomamente i propri biglietti; questo è in parte dovuto alle commissioni applicate sulla vendita e al metodo di distribuzione dei ricavi; ciò si consolidò dal 2008 in seguito al blocco accidentale del sistema di vendita centralizzata dei biglietti.

### I problemi che sorsero nel 2008
Nel 2008 il Fringe dovette affrontare la più grande crisi nella sua storia quando crollò il sistema di acquisto telematico dei biglietti. Il direttore del Fringe diede le dimissioni e il consiglio di amministrazione decise che la posizione di "direttore" dovesse essere abolita (venne inventata del 1992 dopo che per anni fu preceduta dalla figura dell'Amministratore del Fringe) e rimpiazzata dall' "amministratore delegato". Un rapporto accurato sul fallimento fu commissionato a Scott-Moncrieff.
La cosa costrinse quindi Jon Morgan a dare le dimissioni da direttore del Fringe dopo solo un anno di attività. Le perdite totali che il Fringe subì furono stimate intorno alle 300.000 sterline; buco che dovette essere risanato attraverso le riserve. La notizia sollevò tantissime critiche da parte dei media inglesi. Altri buchi nel bilancio emersero l'anno a venire e un dossier proveniente da una fonte indipendente condannò il consiglio di amministrazione, il vecchio e il nuovo direttore per come era stata amministrata la vicenda e dichiarò l'incompetenza nello svolgere le loro mansioni basilari.
Come se non bastasse, Fringe Sunday, un grande evento che si tiene al parco Meadows di Edimburgo, venne cancellato per mancanza di garanzie dello sponsor. Dopo un periodo provvisorio condotto da Tim Hawkins, venne istituito il Edinburgh Book Festival e nel 2009 venne designato manager del Fringe Kath Mainland, con l'obiettivo di stabilizzare la situazione e ne divenne amministratore delegato.

## L'eredità del Fringe
Il concetto di Fringe è stato copiato in tutto il mondo. I più grandi e più celebri di questo genere di festival sono Adelaide Fringe, National Arts Festival Grahamstown (Sud Africa), e Edmonton International Fringe Festival.
Il numero di tali eventi continua a crescere, soprattutto negli Stati Uniti e in Canada. Nel caso di Edimburgo (1947) il Fringe è un'appendice al Festival formale. Ma dove non c'è un festival vero e proprio - come a New York (1997) - o dove il festival Fringe è più famoso di tutti gli altri, la parola Fringe viene prima della parola "festival", così come in "Adelaide Fringe Festival”.
Nel campo del teatro, l'Edinburgh Fringe ha messo in scena diverse opere teatrali, in particolare "Rosencrantz e Guildenstern sono morti" di Tom Stoppard (1966) e le "Stazioni di Mosca" (1994), interpretato da Tom Courtenay. Nel corso degli anni, il Fringe ha attirato molte compagnie teatrali che sono spesso andate ad assistere agli spettacoli, contribuendo a definire alti standard artistici.
Nel settore della commedia, il Fringe ha fornito una piattaforma che ha permesso alle carriere di molti artisti di fiorire.
Dal 2019 a Milano è iniziato il Nolo Fringe Festival che poi si è esteso a diversi quartieri della città diventando FringeMI.

## Criticità

### Festival delle arti ad accesso libero
Il ruolo del Fringe Society è agevolare il festival, concentrandosi soprattutto sull'organizzazione logistica di un evento di così grandi dimensioni. Alistair Moffat (amministratore del Fringe 1976-1981) ha riassunto il ruolo del Fringe Society quando ha detto: "Come risultato diretto dei desideri dei partecipanti, la Società è stata istituita per aiutare gli artisti che vengono a Edimburgo e per farli conoscere al pubblico. I gruppi non vengono invitati o in qualche modo esaminati artisticamente. Cosa e come viene rappresentato è deciso solamente da ciascun artista o compagnia". Questo approccio oggi viene definito un festival privo di giuria, un festival delle arti ad accesso libero, o, per antonomasia, un “fringe festival”.

### Qualità
Nel corso degli anni questo approccio ha portato a varie critiche negative sulla qualità del Fringe. Gran parte di queste critiche vengono da singoli critici d'arte sui quotidiani nazionali, da appassionati del Festival Internazionale di Edimburgo, e occasionalmente, dal Edinburgh International Festival stesso.
La posizione del Fringe su questo dibattito può essere riassunta dal libro "Sore Throats & Overdrafts" di Michael Dale (amministratore Fringe 1982-1986), "In generale nessuno può dire di che qualità sarà. Non è così importante, in realtà, perché questo non è il punto centrale del Fringe... Il Fringe è un forum per le idee e le realizzazioni unico nel Regno Unito, e nel mondo intero... Dove altro può accadere tutto questo?”
In questo dibattito, il punto di vista intermedio non vede il Fringe come un'anarchia artistica. Alcune sale teatrali influenzano o decidono i programmi e i contenuti, come il Traverse o l'ora defunto Aurora Nova.